# Підсосеньє (Великоустюзький район)
Підсо́сеньє (рос. Подсосенье) — присілок у складі Великоустюзького району Вологодської області, Росія. Входить до складу Самотовінського сільського поселення.

## Населення
Населення — 217 осіб (2010; 249 у 2002).
Національний склад (станом на 2002 рік):
- росіяни — 98 %